# Aechmea lamarchei
Aechmea lamarchei är en gräsväxtart som beskrevs av Carl Christian Mez. Aechmea lamarchei ingår i släktet Aechmea och familjen Bromeliaceae. Inga underarter finns listade i Catalogue of Life.

## Bildgalleri

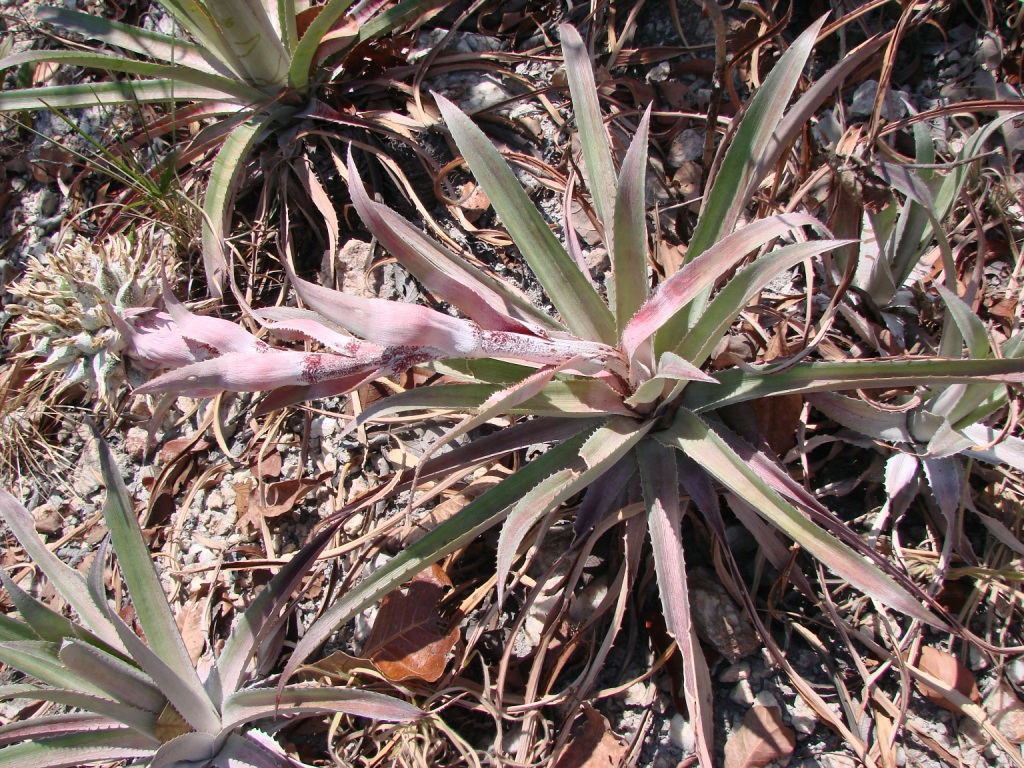